# GSpot
GSpot是一個用來檢查影音檔案其編碼格式的軟體。它標榜沒有廣告（DivX有廣告）、沒有間諜軟件及無需註冊。最新的正式版本是v2.70a（2007年2月22日），兼容Windows Vista（32-bit）。
GSpot v2.60 RC01可以辨識719種影像壓縮格式，以及245種音效壓縮格式，支援MPEG1、MPEG2、MPEG4、DV1、DV2、MP4、MP3、H263、H264、FLV、AAC、AC3、DTS等格式。

## 外部連結
- GSpot 官方網址（页面存档备份，存于）（英文）
- GSpot 迷你FAQ （页面存档备份，存于）（英文）